# Муждаба Фіхрет
Фіхрет Мужда́ба (нар. 20 грудня 1928) — румунський вчений в галузі виноробства, доктор сільськогосподарських наук з 1975 року.

## Біографія
Народився 20 грудня 1928 року. Член Румунської комуністичної партії з 1962 року. Директор дослідної станції виноградарства і виноробства Мурфатлар.

## Наукова діяльність
Основні праці присвячені питанням технології білих (солодких і напівсолодких), червоних (столових вищої якості) і спеціальних (кріплених і десертних) вин. Автор понад 160 наукових робіт, з них 11 книг і брошур. Серед праць:
- Виноградарство и виноделие Социалистической Республики Румынии. — В кн.: Современные способы производства виноградных вин / Под общ. ред. Г. Г. Валуйко. Москва, 1984.